# ワープーアオバト
ワープーアオバト（学名：Ptilinopus magnificus）は、ハト目ハト科に分類される鳥類。

## 分布
オーストラリアの熱帯雨林、亜熱帯雨林に生息する。分布域は、ニューサウスウェールズ州の中央部から、ヨーク岬半島にかけて広がっている。

## 特徴
全長約45cm。背面から上尾筒にかけては緑色。首から胸部にかけ紫色、下尾筒は黄色。頭部は白色で、くちばしは黄色く、赤い斑が入る。虹彩は赤色。
鳴き声は人間の声のように聞こえることもある。またその鳴き声が「ワープー」と聞きなせることから、ワープーアオバトと呼ばれている。
食性は果実食であり、イチジクの仲間やバンレイシの仲間の実などを主に食べている。

## 亜種
亜種は3種類に分けられる。
- P. m. magnificusはクイーンズランド州中部からニューサウスウェールズ州に書けてに分布する。

- P. m. keriはケアンズ周辺に分布する。胸部の色が、亜種P. m. magnificusよりも栗色をしている。

- P. m. assimilisはヨーク岬半島に分布する。胸部の色が他の亜種よりも淡い。